# Chiara Ferragni
Chiara Ferragni, född 7 maj 1987 i Cremona, är en italiensk bloggare, modedesigner, fotomodell och entreprenör.
Ferragni driver sedan oktober 2009 bloggen "The Blonde Salad" som har 110 000 besök varje dag och 730 000 unika besökare per månad. "The Blonde Salad" är även namnet på Ferragnis första bok. Tidskriften New York beskrev henne 2011 som "One of the biggest breakout street-style stars of the year".
Hon har samarbetat med bland annat Guess?, Steve Madden, Christian Dior, Louis Vuitton, Max Mara, Chanel, Tommy Hilfiger, Zegna och Mango. Hon var gästdomare i Project Runways trettonde säsong. I april 2015 prydde Ferragni omslaget på Vogue España. Hon blev därmed den första bloggaren på ett Vogue-omslag.

### Fotnoter
1. ↑  Cowles, Charlotte (25 mars 2011). ”Slideshow: The Week in Street Style”. New York. http://nymag.com/thecut/2011/03/slideshow_the_week_in_street_s_16.html. Läst 9 juni 2015.
2. ↑  Horniacek, Julia (17 mars 2015). ”Chiara Ferragni Is The First Blogger to Cover 'Vogue'”. Fashionista.com. http://fashionista.com/2015/03/chiara-ferragni-covers-vogue-spain. Läst 9 juni 2015.
3. ↑  Akbareian, Emma (18 mars 2015). ”Chiara Ferragni is the first blogger to land a cover of Vogue”. The Independent. http://www.independent.co.uk/life-style/fashion/news/chiara-ferragni-is-the-first-blogger-to-land-a-cover-of-vogue-10116719.html. Läst 9 juni 2015.